# ناثان جيبس
ناثان جيبس (بالإنجليزية: Nathan Gibbs)‏ هو لاعب دوري الرغبي أسترالي، ولد في 22 ديسمبر 1959.